# Pan de Azúcar (Morona Santiago)
Pan de Azúcar ist eine Ortschaft und eine Parroquia rural („ländliches Kirchspiel“) im Kanton San Juan Bosco der ecuadorianischen Provinz Morona Santiago. Die Parroquia besitzt eine Fläche von 87,95 km². Die Einwohnerzahl lag im Jahr 2010 bei 265.

## Lage
Die Parroquia Pan de Azúcar liegt an der Ostflanke der Cordillera Real. Das Gebiet liegt in Höhen zwischen 840 m und 3000 m. Entlang der nordwestlichen Verwaltungsgrenze verläuft der Gebirgskamm der Cordillera San Juan Bosco. Das Areal wird über den Río Indanza nach Osten zum Río Zamora entwässert. Der etwa 1050 m hoch gelegene Hauptort befindet sich 4,5 km nordnordöstlich vom Kantonshauptort San Juan Bosco. Die Fernstraße E45 (Macas–Zamora) führt an Pan de Azúcar vorbei.
Die Parroquia Pan de Azúcar grenzt im Norden an die Parroquia General Plaza (Kanton Limón Indanza), im Osten an die Parroquias Indanza und San Miguel de Conchay (beide ebenfalls im Kanton Limón Indanza), im äußersten Süden an die Parroquia Santiago de Pananza sowie im Westen an die Parroquia San Juan Bosco.

## Geschichte
Die Parroquia Pan de Azúcar wurde am 19. Juli 1957 gegründet (Registro Oficial N° 266).

## Ökologie
Der Westen der Parroquia liegt im Schutzgebiet Área Ecológica de Conservación Municipal Siete Iglesias.